# Cato (hrabstwo Cayuga)
Cato – wieś w Stanach Zjednoczonych, w stanie Nowy Jork, w hrabstwie Cayuga.